# Секретаріат Тихоокеанської спільноти
Секретаріат Тихоокеанської спільноти (англ. Secretariat of the Pacific Community) — регіональна міжурядова організація, членами якої є 22 держави й території Океанії, а також 4 країни-ініціатори (Австралія, Нова Зеландія, США, Франція). Основною метою СТС є розвиток технічного, професійного, наукового, дослідницького й управлінського потенціалу народів Тихого океану та забезпечення їх інформацією та консультативною допомогою з метою вироблення узгоджених рішень з питань їхнього подальшого розвитку і благополуччя. Штаб-квартира організації розміщується в місті Нумеа, адміністративному центрі Нової Каледонії.

## Історія
Секретаріат тихоокеанської спільноти було створено 1947 року під назвою Південнотихоокеанська комісія (англ. South Pacific Commission) 6 країнами, що мають свої інтереси в цьому регіоні: Австралією, Великою Британією, Нідерландами, Новою Зеландією, США та Францією.
Установчим документом СПС є Канберрська угода.

## Члени організації
Через зниження зацікавленості тихоокеанськими островами чи бажання забезпечити допомогу південнотихоокеанським країнам в інших галузях дві держави-ініціатори СТС залишили організацію: Велика Британія (1995–1998 і 2005) та Нідерланди (1962).
До 1969 року в СПС було представлено інтереси Нідерландської Ост-Індії (нині Іріан-Джая), але після анексії її території Індонезією ця територія більше не є членом організації.
| Країни-засновниці                | Країни-засновниці            | Країни-засновниці  | Країни-засновниці |
| -------------------------------- | ---------------------------- | ------------------ | ----------------- |
| Австралія                        | Франція                      | Нова Зеландія      | США               |
| Тихоокеанські країни й території |                              |                    |                   |
| Американське Самоа               | Маршаллові Острови           | Палау              | Токелау           |
| Острови Кука                     | Федеративні Штати Мікронезії | Папуа Нова Гвінея  | Тувалу            |
| Фіджі                            | Науру                        | Піткерн            | Вануату           |
| Французька Полінезія             | Нова Каледонія               | Соломонові Острови | Волліс і Футуна   |
| Гуам                             | Ніуе                         | Самоа              |                   |
| Кірибаті                         | Північні Маріанські Острови  | Тонга              |                   |

## Функції
З самого початку створення організації функції СПС були значно обмежені. Австралійське та новозеландське запрошення США, Франції, Нідерландам і Великій Британії взяти участь у конференції Південнотихоокеанської комісії 1947 року включало офіційну заяву про те, що комісія мала зневажити будь-яким засудженням політичних питань, включаючи питання оборони й безпеки. Ці обмеження (особливо з питань випробування ядерної зброї в Тихому океані) призвели до створення Південнотихоокеанського форуму.
СПС — найбільша організація в Раді з регіональних організацій в Тихому океані (англ. Council of Regional Organisations in the Pacific) — консультативному органі, який очолює Секретаріат Форуму тихоокеанських островів.